# Orhan Gülle
Orhan Gülle (* 15. Januar 1992 in Düzköy, Trabzon) ist ein türkischer Fußballspieler. 

## Karriere

### Verein
Seine Jugendvereine waren Esenler SK und Beşiktaş Istanbul. Seit 2010 steht er in den Diensten von Gaziantepspor und hat in seiner ersten Spielzeit 22 Ligabegegnungen absolviert.  
In der Winterpause der Saison 2014/15 wechselte Gülle zum Ligarivalen Kayseri Erciyesspor.
Nachdem Erciyesspor zum Sommer 2015 den Klassenerhalt in der Süper Lig verfehlt hatte, verließ Kaş nach einem halben Jahr diesen Klub und heuerte stattdessen beim Erstligisten Sivasspor an. Im Februar 2016 lieh ihn sein Verein für den Rest der Saison an den Zweitligisten Boluspor aus. Im Sommer 2016 wurde er sowohl bei Boluspor als auch bei Sivasspor vorzeitig aus seinem Vertrag entlassen.
Nach seinem vorzeitigen Abschied von Sivasspor, wechselte er im Sommer 2016 zum Drittligisten MKE Ankaragücü. Mit diesem Klub beendete er die Saison als Meister und stieg in die TFF 1. Lig auf. ach diesem Erfolg verließ Gülle die Hauptstädter und zog zum Drittligisten Fethiyespor weiter.

### Nationalmannschaft
Er ist aktueller Spieler der türkischen U-21-Nationalmannschaft.
Zuvor spielte er in den U-15 bis U-20-Nationalmannschaften seines Landes. 2009 nahm er mit der türkischen U-17-Auswahl an der U-17-Fußball-Weltmeisterschaft 2009 teil und erreichte mit seiner Mannschaft das Viertelfinale. Mit der U-19 nahm er an der U-19-Fußball-Europameisterschaft 2011 teil, schied bereits in der Gruppenphase mit seiner Mannschaft aus dem Turnier aus.
2010 wurde er im Rahmen eines Freundschaftsspiels gegen die Niederlande die für Türkische A-Nationalmannschaft nominiert, saß aber bei dieser Begegnung auf der Ersatzbank.

## Erfolge
Mit Gaziantepspor
- Spor-Toto-Pokal-Siger: 2012

Mit MKE Ankaragücü
- Meister der TFF 2. Lig und Aufstieg in die TFF 1. Lig: 2016/17

Türkische U-17-Nationalmannschaft
- Teilnehmer an der U-17-Fußball-Weltmeisterschaft: 2009

Türkische U-19-Nationalmannschaft
- Teilnehmer an der U-19-Fußball-Europameisterschaft: 2011